# BAFTA alla miglior stella emergente
Il BAFTA alla miglior stella emergente (attualmente denominato EE Rising Star Award per ragioni commerciali e precedentemente noto come Orange Rising Star Award) è un premio, promosso dal BAFTA, che riconosce i nuovi talenti nel settore della recitazione.

## Storia
Il premio è stato creato dopo la morte della direttrice del casting Mary Selway, avvenuta nel 2004, a cui è stato riconosciuto il merito di aver aiutato molti attori e attrice ad emergere. I cinque candidati vengono scelti a prescindere dalla nazionalità e dal settore in cui lavorano. Nonostante i candidati vengano scelti dalle giurie BAFTA, il vincitore viene decretato dal pubblico, che esprime la propria preferenza tramite internet e telefono.
Questo premio è stato sponsorizzato da Orange UK fino al 2012 ed è sponsorizzato da EE dal 2013.

## Albo d'oro

### Anni 2000

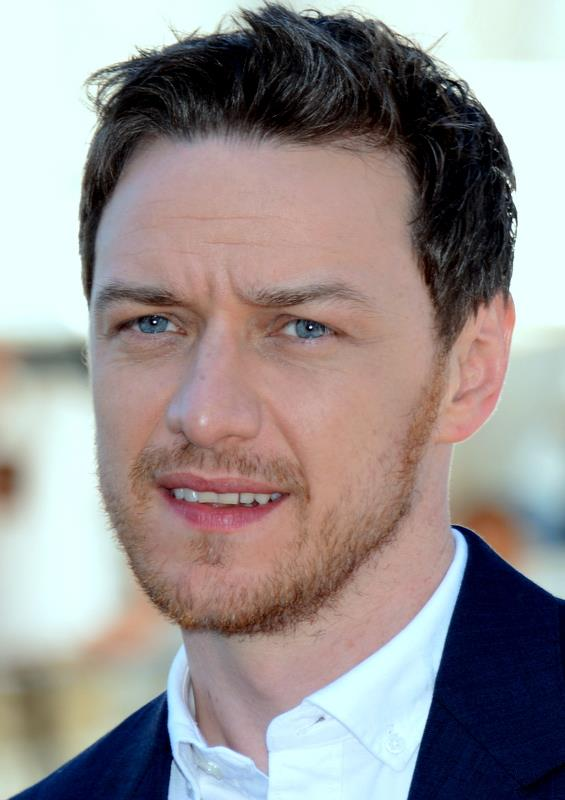
James McAvoy ha ricevuto il premio nel 2006.

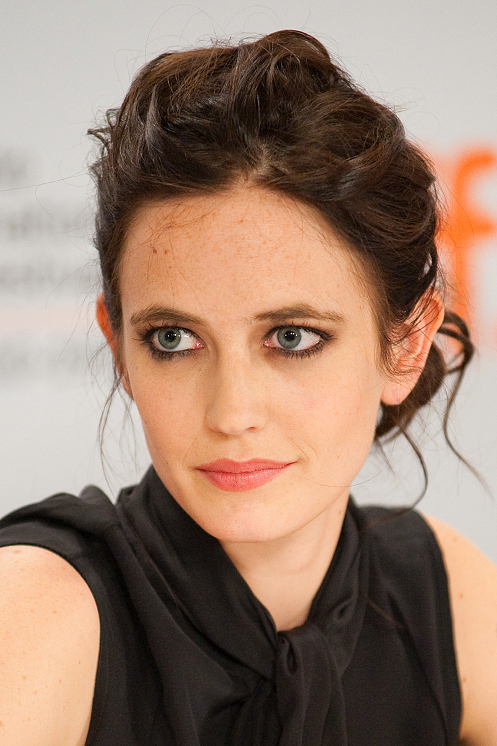
Eva Green ha ricevuto il premio nel 2007.

- 2006
  - James McAvoy
  - Chiwetel Ejiofor
  - Gael García Bernal
  - Rachel McAdams
  - Michelle Williams
- 2007
  - Eva Green
  - Emily Blunt
  - Naomie Harris
  - Cillian Murphy
  - Ben Whishaw
- 2008
  - Shia LaBeouf
  - Sienna Miller
  - Ellen Page
  - Sam Riley
  - Tang Wei
- 2009
  - Noel Clarke
  - Michael Cera
  - Michael Fassbender
  - Rebecca Hall
  - Toby Kebbell

### Anni 2010

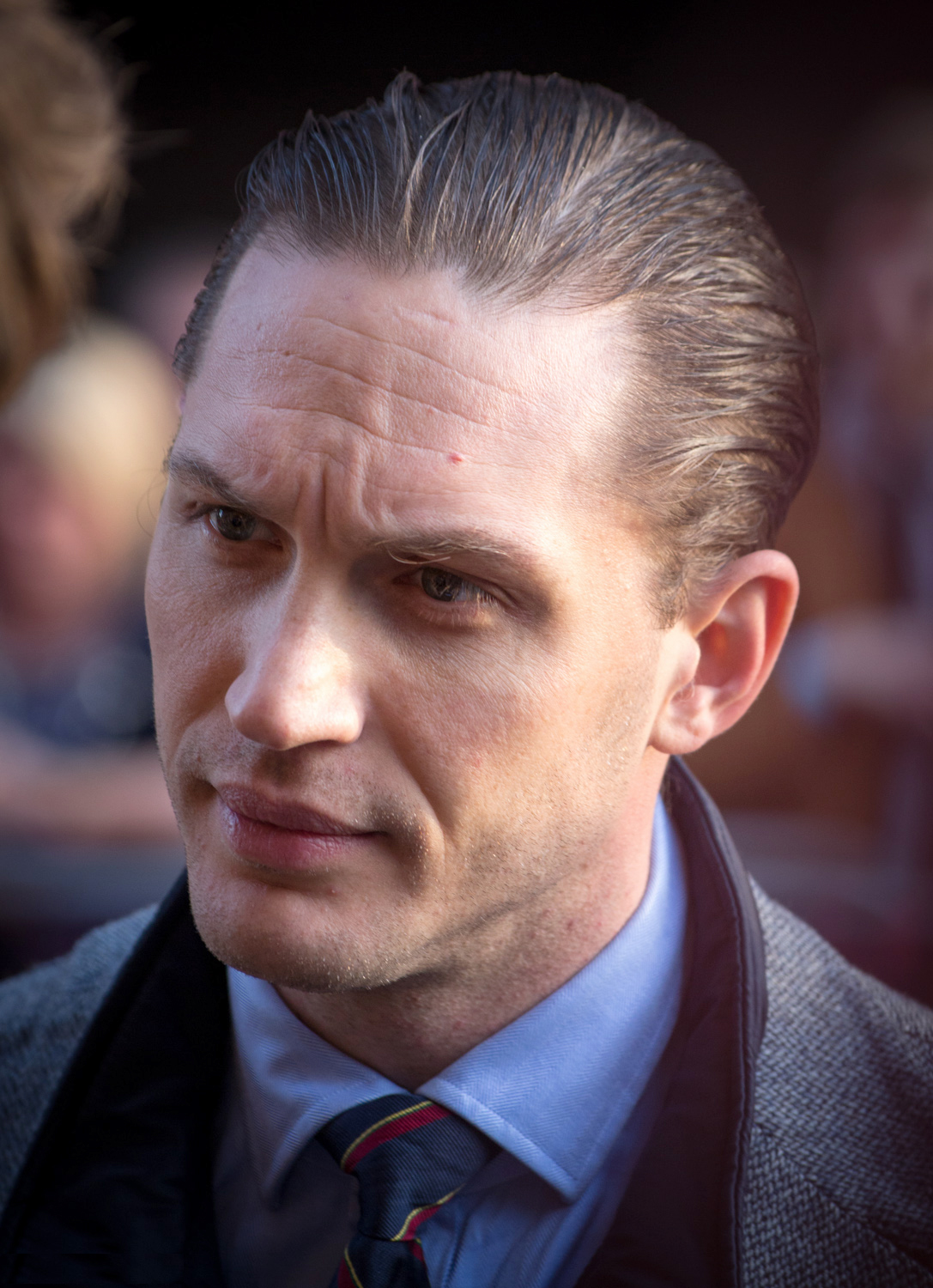
Tom Hardy ha ricevuto il premio nel 2011.

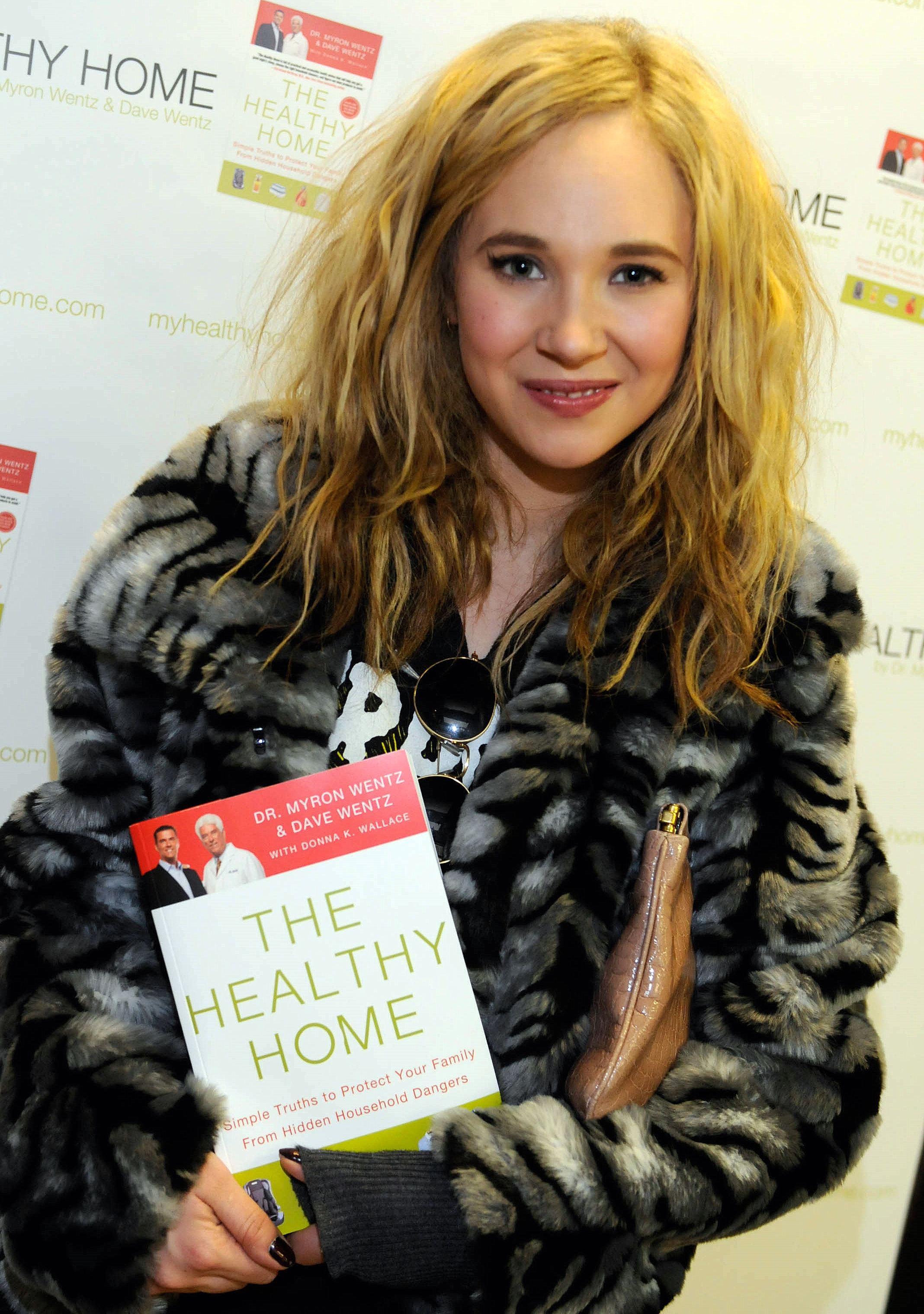
Juno Temple ha ricevuto il premio nel 2013.

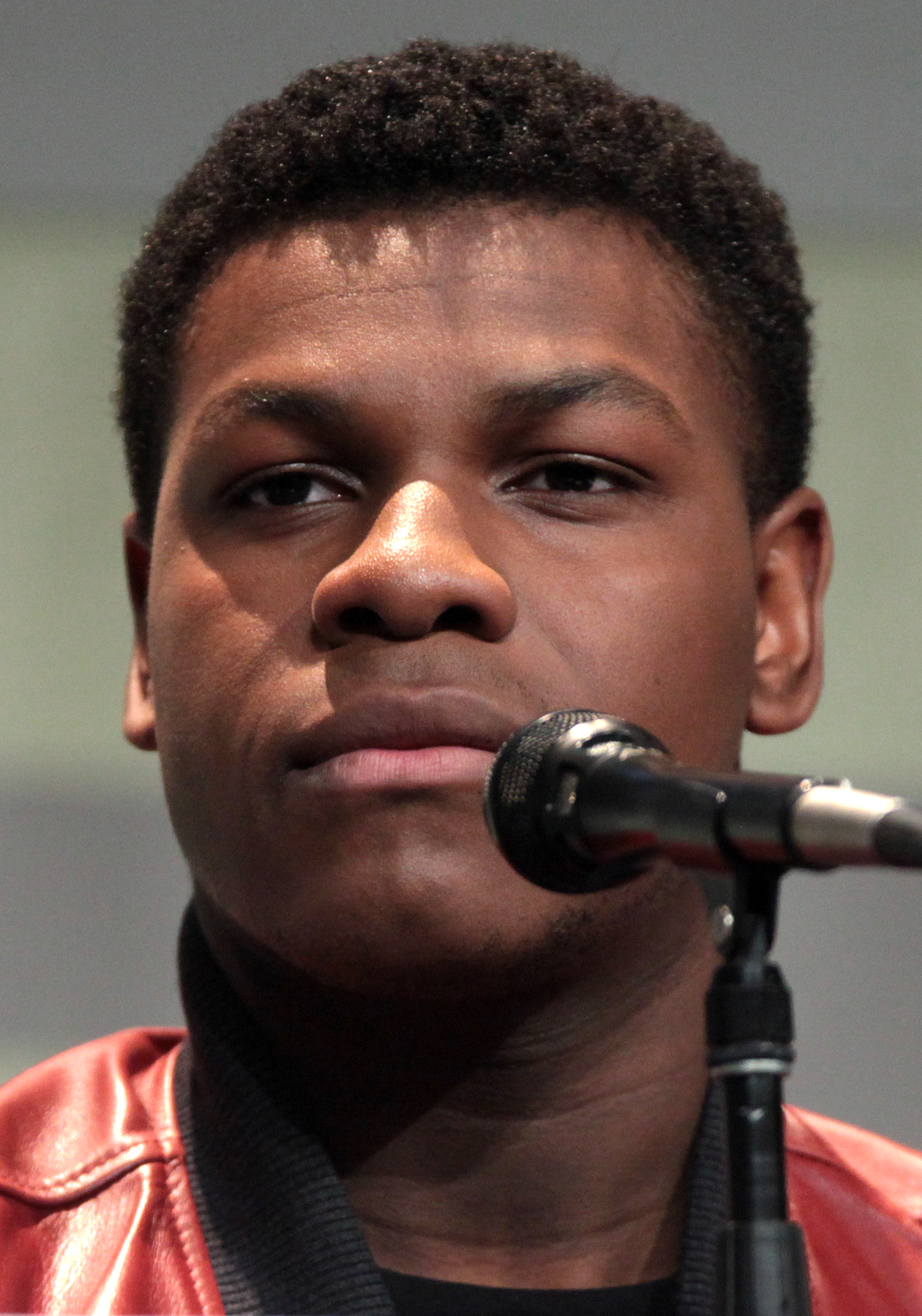
John Boyega ha ricevuto il premio nel 2016.

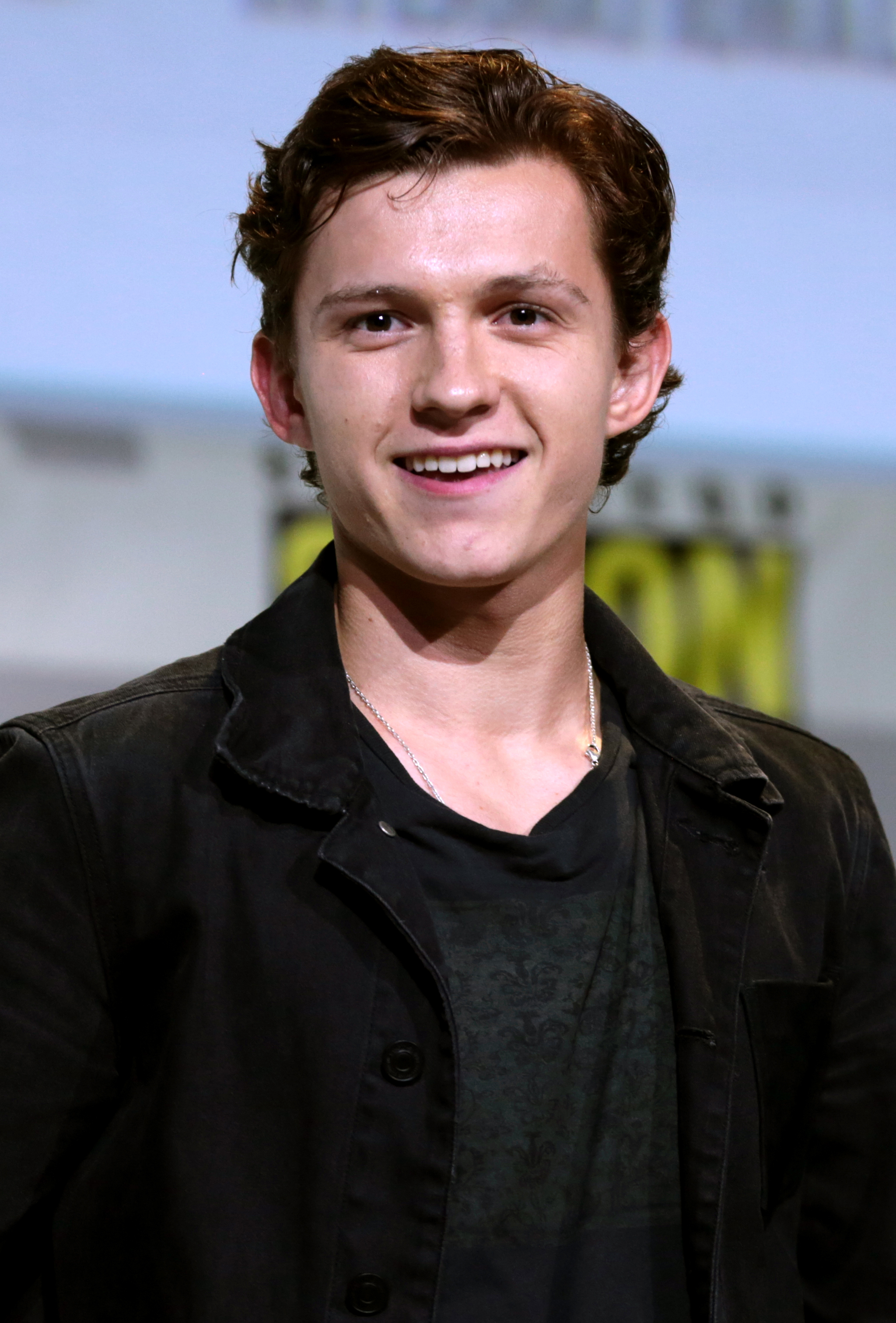
Tom Holland ha ricevuto il premio nel 2017.

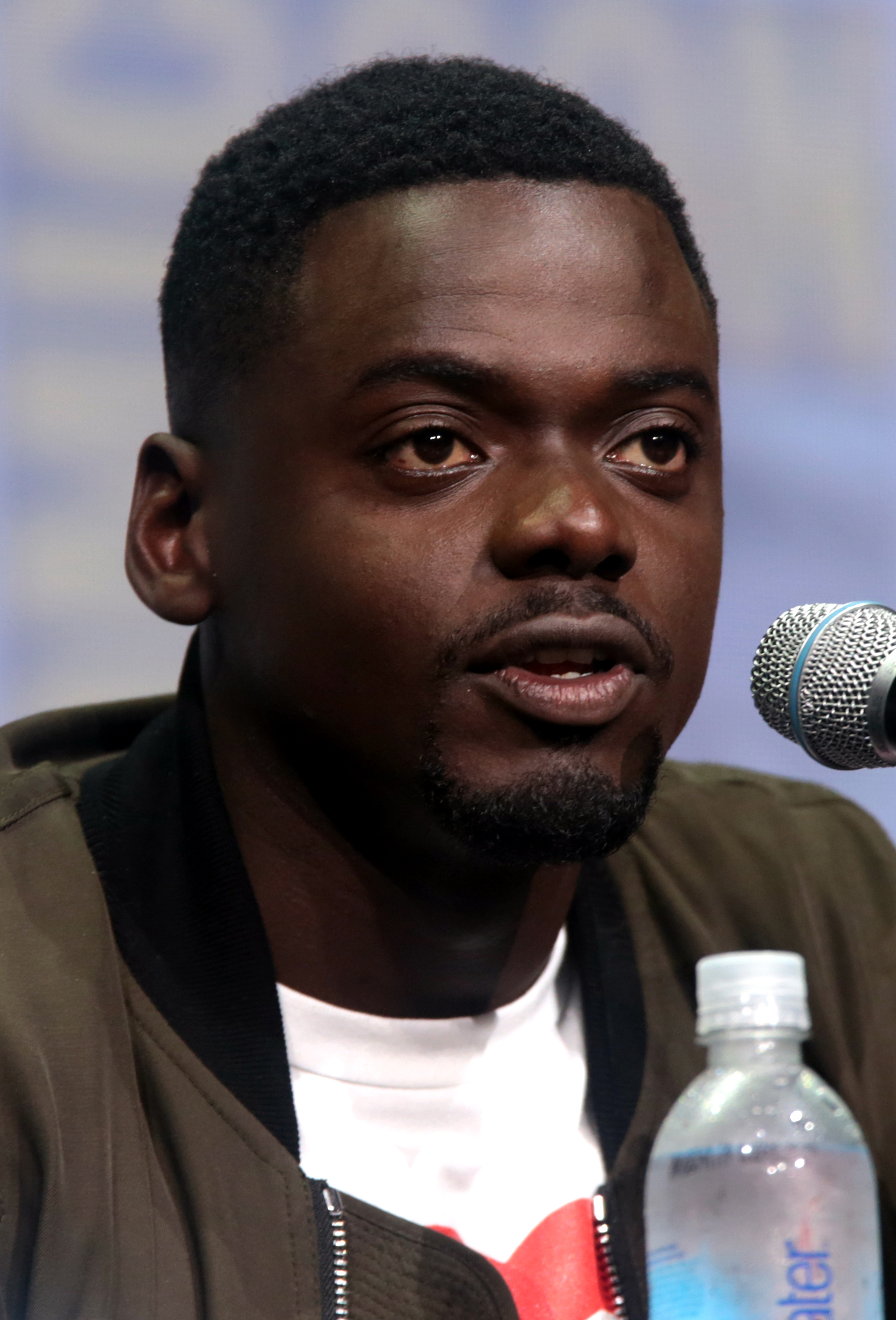
Daniel Kaluuya ha ricevuto il premio nel 2018.

- 2010[2][3]
  - Kristen Stewart
  - Jesse Eisenberg
  - Nicholas Hoult
  - Carey Mulligan
  - Tahar Rahim
- 2011[4]
  - Tom Hardy
  - Gemma Arterton
  - Aaron Johnson
  - Emma Stone
  - Andrew Garfield
- 2012[5]
  - Adam Deacon
  - Chris Hemsworth
  - Tom Hiddleston
  - Chris O'Dowd
  - Eddie Redmayne
- 2013[6]
  - Juno Temple
  - Elizabeth Olsen
  - Andrea Riseborough
  - Suraj Sharma
  - Alicia Vikander
- 2014[7][8]
  - Will Poulter
  - Dane DeHaan
  - George MacKay
  - Lupita Nyong'o
  - Léa Seydoux
- 2015[9][10]
  - Jack O'Connell
  - Gugu Mbatha-Raw
  - Margot Robbie
  - Miles Teller
  - Shailene Woodley
- 2016[11]
  - John Boyega
  - Taron Egerton
  - Dakota Johnson
  - Brie Larson
  - Bel Powley
- 2017[12][13]
  - Tom Holland
  - Lucas Hedges
  - Ruth Negga
  - Anya Taylor-Joy
  - Laia Costa
- 2018[14][15]
  - Daniel Kaluuya
  - Josh O'Connor
  - Tessa Thompson
  - Florence Pugh
  - Timothée Chalamet
- 2019[16]
  - Letitia Wright
  - Jessie Buckley
  - Cynthia Erivo
  - Barry Keoghan
  - Lakeith Stanfield

### Anni 2020

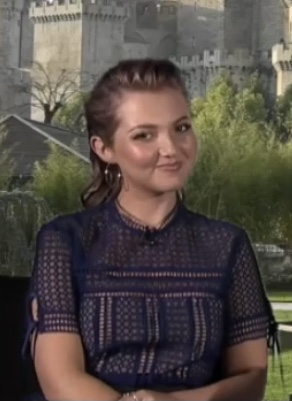
Mia McKenna-Bruce ha ricevuto il premio nel 2024.

- 2020[17][18]
  - Micheal Ward
  - Awkwafina
  - Kaitlyn Dever
  - Kelvin Harrison Jr.
  - Jack Lowden
- 2021[19]
  - Bukky Bakray
  - Conrad Khan
  - Kingsley Ben-Adir
  - Morfydd Clark
  - Sope Dirisu
- 2022[20]
  - Lashana Lynch
  - Ariana DeBose
  - Harris Dickinson
  - Millicent Simmonds
  - Kodi Smit-McPhee
- 2023[21]
  - Emma Mackey
  - Naomi Ackie
  - Aimee Lou Wood
  - Daryl McCormack
  - Sheila Atim
- 2024[22]
  - Mia McKenna-Bruce
  - Phoebe Dynevor
  - Ayo Edebiri
  - Jacob Elordi
  - Sophie Wilde
- 2025[23]
  - David Jonsson
  - Marisa Abela
  - Jharrel Jerome
  - Mikey Madison
  - Nabhaan Rizwan